# Tellervo tutuilae
Tellervo tutuilae är en fjärilsart som beskrevs av Hopkins 1927. Tellervo tutuilae ingår i släktet Tellervo och familjen praktfjärilar. Inga underarter finns listade i Catalogue of Life.